# Гульбранссон, Олаф
Олаф Леонард Гульбранссон (норв. и нем. Olaf Leonhard Gulbransson; 26 мая 1873, Христиания — 18 сентября 1958, г. Шерерхоф близ Тегернзе) — норвежский художник, график и карикатурист.

## Жизнь и творчество
О. Л. Гульбранссон родился в семье печатника шведского происхождения. В 1885—1893 годах он учился в Королевской школе искусств и ремёсел в Осло (в то время — Христиания). Начиная с 1890 года Гульбранссон начал публиковать свои карикатуры на политическую тематику в различных норвежских периодических изданиях. Занимался также иллюстрированием книг. В 1897 году художник женился на Инге Лиггерн, в этом браке у них родились две дочери. В 1899 году состоялась первая выставка работ Гульбранссона в Осло. Около 1900 года он уехал в Париж и поступил там в Академию Коларосси.
В 1902 году художник, по приглашению издателя журнала «Симплициссимус», Альберта Лангена, приехал в Мюнхен. Первые его рисунки в «Симплициссимусе» появились в декабре 1902 года. Вскоре после этого он развёлся с И. Лиггерн и в 1906 году женился на сотруднице журнала — поэтессе Маргарете Йели. Кроме работы в «Симплициссимусе», Гульбранссон занимался сценическим оформлением театральных постановок (например, пьесы Г. Майринка «Рабыня из Родоса» (1912)), кукольного спектакля «Лоэнгрин» Фридриха Хуха). В 1914 году он стал членом движения Берлинский сецессион, поддерживал дружеские отношения с такими мастерами искусств, как Макс Либерман, Пауль Вегенер и Генрих Цилле. В 1916 году Гульбранссон был призван на воинскую службу, которую проходит при отделении пропаганды министерства иностранных дел Германии. В 1917 году он стал членом Берлинской академии искусств.
В конце Первой мировой войны О. Гульбранссон вернулся в Мюнхен. В 1922 году он расстался со своей второй женой и переехал в Партенкирхен. В том же году художник отправился в Копенгаген, чтобы сделать для газеты «Политикен» портреты известных датчан. В 1923 он развёлся с М. Йели и женился в третий раз на внучке писателя Б. Бьёрнсона, Дагни, бывшей также племянницей издателя «Симплициссимуса» А. Лангена. Отправившись в длительное свадебное путешествие в Норвегию, Гульбранссон написал для газеты Tidens Tegn серию рисунков-портретов знаменитых норвежцев. В 1924 году состоялась выставка его работ в Берлинской академии искусств, она также прошла в Дрездене и Лейпциге. В 1925 году он (совместно с Эдвардом Мунком) стал почётным членом Мюнхенской академии художеств; он также теперь — профессор Королевской школы прикладного искусства в Мюнхене. При поддержке Макса Либермана Гульбранссон открыл в центре Берлина художественную мастерскую, в последующие 1920-е годы он — многократный участник выставок в Берлинской академии, иллюстрировал сказки Г. Х. Андерсена. С 1927 года художник — снова в Мюнхене. В 1929 он замещал профессуру художника Франца фон Штука в мюнхенской Академии.
Вскоре после прихода национал-социалистов к власти в Германии состоялась выставка работ О. Гульбранссона, приуроченная к его 60-летию (в берлинской Академии). Продолженная затем в Мюнхене, эта экспозиция была через 2 дня работы закрыта по распоряжению местных нацистских властей. Художник понял этот сигнал и с тех пор послушно сотрудничал с нацистами, что вызывало вначале недоумение, а затем и презрение его бывших друзей, оставшихся антифашистами и видевшими отныне в О. Гульбранссоне коллаборациониста. В своих рисунках и карикатурах художник отстаивал национал-социалистическую политику; даже после оккупации нацистской Германией его родины Норвегии, главной темой его карикатур оставалось высмеивание «врагов Рейха», в особенности У. Черчилля. В 1941 году О. Гульбранссон стал почётным членом «Союза берлинских художников», в 1944-м он получил норвежскую премию в области культуры.
После окончания войны О. Гульбранссон жил и работал уединённо на своей ферме Шерерхоф; он занимался преимущественно иллюстрированием книг. В 1953 году состоялась большая выставка его работ в Ганновере. В 1955 году ему была присуждена «Премия в области изобразительных искусств» города Мюнхена, в 1958-м — премия Й. Э. Дрекселя города Нюрнберга. Скончался на своей ферме Шерерхоф вследствие инсульта.
В 1993 году в Германии была учреждена премия Олафа Гульбранссона для особо одарённых молодых художников.

## Рисунки (избранное)
- 24 Karikaturen, Christiania (Oslo), 1901.
- Berühmte Zeitgenossen, München, 1905.
- Aus meiner Schublade, München, 1912.
- Es war einmal, München, 1934.
- Lieber Olaf! Liebe Franziska!, München, 1950.

## Стиль
Ранние работы О. Гульбранссона были созданы в традициях северного экспрессионизма, а также в стиле модерн (нем. Jugendstil). В период сотрудничества с журналом «Симплициссимус» художник разрабатывал свой индивидуальный стиль рисунка, характеризующийся исключительной точностью изображения и чёткостью линий. Многоцветные произведения его — плакатного типа.